# سجاد لون
سجاد عبد الغني لون (1967 - ) هو سياسي كشميري هندي،  وعضو سابق في المجلس التشريعي عن دائرة هاندوارا، ورئيس حزب مؤتمر جامو وكشمير الشعبي.

## نشأته
سجاد لون هو الابن الأصغر لعبد الغني لون، الذي اُغتيل في سريناجار عام 2002، وأخته شابنام لون وهي محامية في المحكمة العليا في الهند.
سجاد لون متزوج من أسماء خان، ابنة الزعيم الكشميري المؤيد للاستقلال أمان الله خان، ولديه ابنان.
بعد اغتيال والده أصبح سجاد لون رئيس حزب مؤتمر جامو وكشمير الشعبي، وفي الانتخابات العامة الهندية عام 2009 ترشح كمرشح مستقل في بارامولا،  لكنه خسر أمام مُرشح مؤتمر جامو وكشمير الوطني شريف الدين شريق.
في انتخابات جامو وكشمير التشريعية عام 2014 انتقده رئيس الوزراء السابق عمر عبد الله لدعمه رئيس الوزراء الهندي ناريندرا مودي، وفاز سجاد لون في شمال كشمير في انتخابات مجلس الولاية بفارق يزيد عن 5000 صوت.